# Sílvio Paiva
Silvinho, właśc. Sílvio Paiva Flavio (ur. 13 listopada 1958 we Francy) – brazylijski piłkarz, występujący na pozycji napastnika.

## Kariera klubowa
Zawodową karierę piłkarską Silvinho rozpoczął w klubie América São José do Rio Preto w 1978 roku. We Américe 26 marca 1978 w wygranym 3-0 meczu z Flamengo Teresina Silvinho zadebiutował w lidze brazylijskiej. W latach 1979–1985 był zawodnikiem SC Internacional. Z Internacionalem zdobył mistrzostwo Brazylii w 1979 oraz czterokrotnie mistrzostwo stanu Rio Grande do Sul – Campeonato Gaúcho w 1981, 1982, 1983 i 1984 roku.
W barwach Internacionalu Silvinho wystąpił ostatni raz w lidze brazylijskiej 21 lipca 1985 w przegranym 1-2 meczu z Bangu AC. Ogółem w latach 1978–1985 w I lidze wystąpił w 91 meczach, w których strzelił 16 bramek. W 1986 roku wyjechał do Portugalii i grał tam przez kolejne dziesięć lat. Był kolejno zawodnikiem: Sportingu, Vitórii Guimarães, Tirsense Santo Tirso, CD Nacional, FC Paços de Ferreira i FC Maia. Karierę zakończył w Brazylii w EC Novo Hamburgo w 1997 roku.

## Kariera reprezentacyjna
Silvinho występował w olimpijskiej reprezentacji Brazylii. W 1979 roku uczestniczył w Igrzyskach Panamerykańskich, na których Brazylia zdobyła złoty medal. Na turnieju w San Juan Silvinho wystąpił we wszystkich pięciu meczach z Gwatemalą, Kubą, Kostaryką (bramka), Portoryko i ponownie z Kubą.
W 1984 roku uczestniczył w Igrzyskach Olimpijskich w Los Angeles, na których Brazylia zdobyła srebrny medal. Na turnieju Silvinho wystąpił we wszystkich sześciu meczach reprezentacji Brazylii z Arabią Saudyjską (bramka), RFN (bramka), Marokiem, Kanadą (bramka), Włochami i w finale z Francją.